# Coelidium humile
Coelidium humile är en ärtväxtart som beskrevs av Rudolf Schlechter. Coelidium humile ingår i släktet Coelidium, och familjen ärtväxter. Inga underarter finns listade i Catalogue of Life.